# Tricentra albipunctata
Tricentra albipunctata är en fjärilsart som beskrevs av Druce 1899. Tricentra albipunctata ingår i släktet Tricentra och familjen mätare. Inga underarter finns listade i Catalogue of Life.